# Museu d'Art de Saint Louis
El Museu d'Art de Saint Louis (Saint Louis Art Museum) és un dels principals museus d'art dels Estats Units que cada any visiten més de mig milió de persones. L'entrada és gratuïta, una política possible gràcies a una subvenció de la ciutat de Saint-Louis.
Situat a Forest Park a St. Louis, Missouri, el museu de tres pisos es troba a l'antic pavelló de Belles Arts de l'Exposició Universal de 1904.
A més de les col·leccions permanents, ofereix exposicions temporals.
El Museu d'Art de Saint-Louis té els seus orígens a l'Escola Saint Louis i al Museu de Belles Arts. Fundat el 1879, aquest component de la Universitat Washington a Saint Louis es troba en un edifici del centre de la ciutat. Després de l'Exposició Universal de 1904, el museu es va traslladar a l'actual Palau de Belles Arts. L'arquitecte nord-americà Cass Gilbert es va inspirar en les Termes de Caracal·la de Roma en els seus planols
El 1909 es va convertir en el Museu d'Art de la ciutat (City Art Museum) després de la introducció d'un impost municipal que permet el seu finançament. En aquest moment, la col·lecció d'obres d'art de la Universitat de Washington roman exposada, però està separada de la col·lecció del museu.
El 1971, es va crear un districte metropolità que incloïa el zoo i el museu (Parc zoològic i districte museístic metropolità) Permet estendre el finançament de la institució a tot el comtat. El 1972 es va canviar el nom a Saint Louis Art Museum.
Entre el 2005 i el 2013, la firma de l'arquitecte britànic David Chipperfield va dur a terme el projecte de l'Edifici Est, una ampliació que va afegir 9.000 m² de superfície i 300 places d'aparcament. Els adorns relacionats amb els jardins van ser confiats a Michel Desvigne, arquitecte paisatgista francès, graduat i president de l'Escola Nacional Superior de Paisatge de Versalles.

## Col·leccions
El museu compta amb més de 34.000 objectes i obres d'art dividits en nou categories:
1. Art americà
2. Art antic i egipci
3. Art africà, oceànic i mesoamericà
4. Art asiàtic
5. Arts decoratives i disseny
6. Art europeu fins al 1800
7. Art islàmic
8. Art modern i contemporani
9. Gravats, dibuixos i fotografies

## Obres
Entre les pintures i fotografies, destacar:
- Rosa Bonheur, relleu de caça, 1887[12]
- Canaletto, Capriccio amb motius venecians, 1740-45[13]
- Paul Cézanne, Els banyistes, 1890-1892[14]
- Jean Clouet, Retrat d'un banquer, 1522[15]
- Gustave Courbet, La vall d'Ornans, 1858[16]
- Lucas Cranach el Vell, El judici de París, 1530[17]
- Edgar Degas, Les Modistes, vers 1898[18]
- Constant Alexandre Famin, Dos petits camperols, vers 1859[19]
- Jean-Honoré Fragonard, The Blanchisseuses, vers 1756-61[20]
- Paul Gauguin, Retrat de Madame Roulin, 1888[21]
- El Greco, Sant Pau, 1598-1600[22]
- Juan Gris, Natura morta amb guitarra, 1920[23]
- Frans Hals, Retrat de dona, vers 1650[24]
- Ernst Ludwig Kirchner, Retrat de dona, 1911[25]
- Élisabeth Vigée Le Brun, Louis Jean-Baptiste Étienne Vigée, 1773[26]
- Nicolaes Maes, El comptable, 1656[27]
- Édouard Manet, El lector, 1861[28]
- Bartolomeo Manfredi, Apol·lo i Marsyas, 1616-20[29]
- Franz Marc, Les petites cabres de muntanya, 1913-14[30]
- Amedeo Modigliani, Elvire a taula, 1919[31]
- Claude Monet, Creu de Le Pont de Charing, 1899-1901[32]
- Pierre-Auguste Renoir, El somiador, 1879[33]
- Pierre Reymond, La Pentecosta, vers 1522[34]
- John Singer Sargent, Retrat de Ramon Subercaseaux, vers 1880[35]
- Joaquim Sorolla i Bastida, sota el para-sol a Zarauz, 1910
- Vincent van Gogh, L'Escalier d'Auvers, 1890[36]
- Giorgio Vasari, Judith i Holofernes, vers 1554[37]
- Francisco de Zurbarán, Sant Francesc contemplant un crani, vers 1635[38]

El 2019, l'elecció dels comissaris abasta trenta objectes:
- Ansel Adams, Clearing Winter Storm, Yosemite Valley, estampat de plata de gelatina, 1944, estampat de 1945[40]
- Màscara, pigment i fibra de fusta Oduntan Aina, principis o mitjans del segle XX>[41]
- Mary Cassatt, Afternoon Tea Party, punta seca, aiguatinta i pintura daurada, 1891[42]
- Josep Claus, bust de l'emperador Caracal·la, marbre, 1757[43]
- Piero di Cosimo, Verge amb el Nen entronitzat en majestuositat amb els sants Pere, Joan Baptista, Dominic i Nicolas de Bari, tremp i oli sobre taula, cap al 1481-1485[44]
- Charles Eames, Eames Storage Unit (ESU), fusta, acer i altres materials, dissenyat entre 1946-1950[45]
- Hans Holbein el Jove, Mary, Lady Guildford, oli sobre taula, 1527[46]
- Anselm Kiefer, Heliogabal, aquarel·la i oli sobre paper, 1974[47]
- Kobayashi Kiyochika, Pictorial Board and Dice Game: Magic Lantern of the Subjugation of China, estampat en color, 1894[48]
- Aristides Maillol, La Muntanya, cap, 1937[49]
- Henri Matisse, Els banyistes amb la tortuga, oli sobre tela, 1907-1908[50]
- Julie Mehretu, Gray Space (distractor), pintura acrílica i tinta sobre tela, 2006[51]
- Rembrandt van Rijn, Els tres arbres, gravat, 1643[52]
- Francesco da Sangallo (atribuït a), Pa en repòs, marbre, vers 1535[53]
- Simeon Stilthda, figura d'un xaman, vern o cedre, entre 1830 i 1880[54]
- Mickalene Thomas, Din, una negreta molt bella 1, estampat cromogènic, 2012, prova del 2015[55]
- Bronzes rituals xinesos (fang lei) a unitats zoomòrfiques, segle XII aC.[56]
- Cap de toro barbut, cultura mesopotàmica, coure amb lapislàtzuli i decoracions de nacre, 2600-2450 aC.[57]
- Estatueta egípcia d'Osiris, bronze, 664-332 aC.[58]
- Bust d'un home de l'antiga Roma, marbre, segle ii[59]
- Escultura de Xiva Nataraja, bronze i ferro, segle XII[60]
- Accessori del Joc de pilota mesoamericà, ceràmica, aproximadament 700-800[61]
- Caixa forta persa, l'aliatge de coure decora l'or i la plata, la primera meitat del segle XIV[62]
- Figura femenina asteca, fusta, material vegetal i pigment, vers 1350-1450[63]
- Catifa otomana Uşak, llana, segle XVI[64]
- FIG hawaiana Akua ka'ai, fusta i pigment, segle XVIII[65]
- Cuirassa Civavonovono de Fiji, marfil, nacre i cordó trenat, vers 1840-1850[66]
- Martingale de la nació Crows (Ravens), cuir, fusta de cotó i altres materials, vers 1900[67]
- Màscara Malagan de Nova Irlanda amb ocell al cap, fusta, pintura i altres materials, finals del segle xix o principis del XX[68]
- Reliquiari de la cultura Fang amb la figura del guardià, fusta, llautó, ferro i oli de palma, abans de 1910[69]

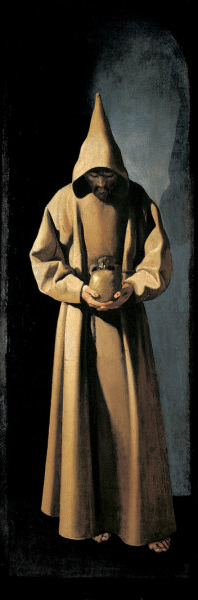
Francisco de Zurbarán,
Sant Francesc contemplant una calavera (vers 1635)

### Galeria

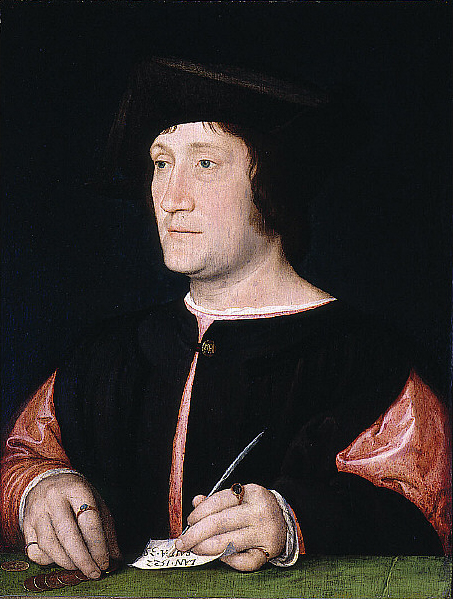
Jean Clouet, Portrait d'un banquier (1522)
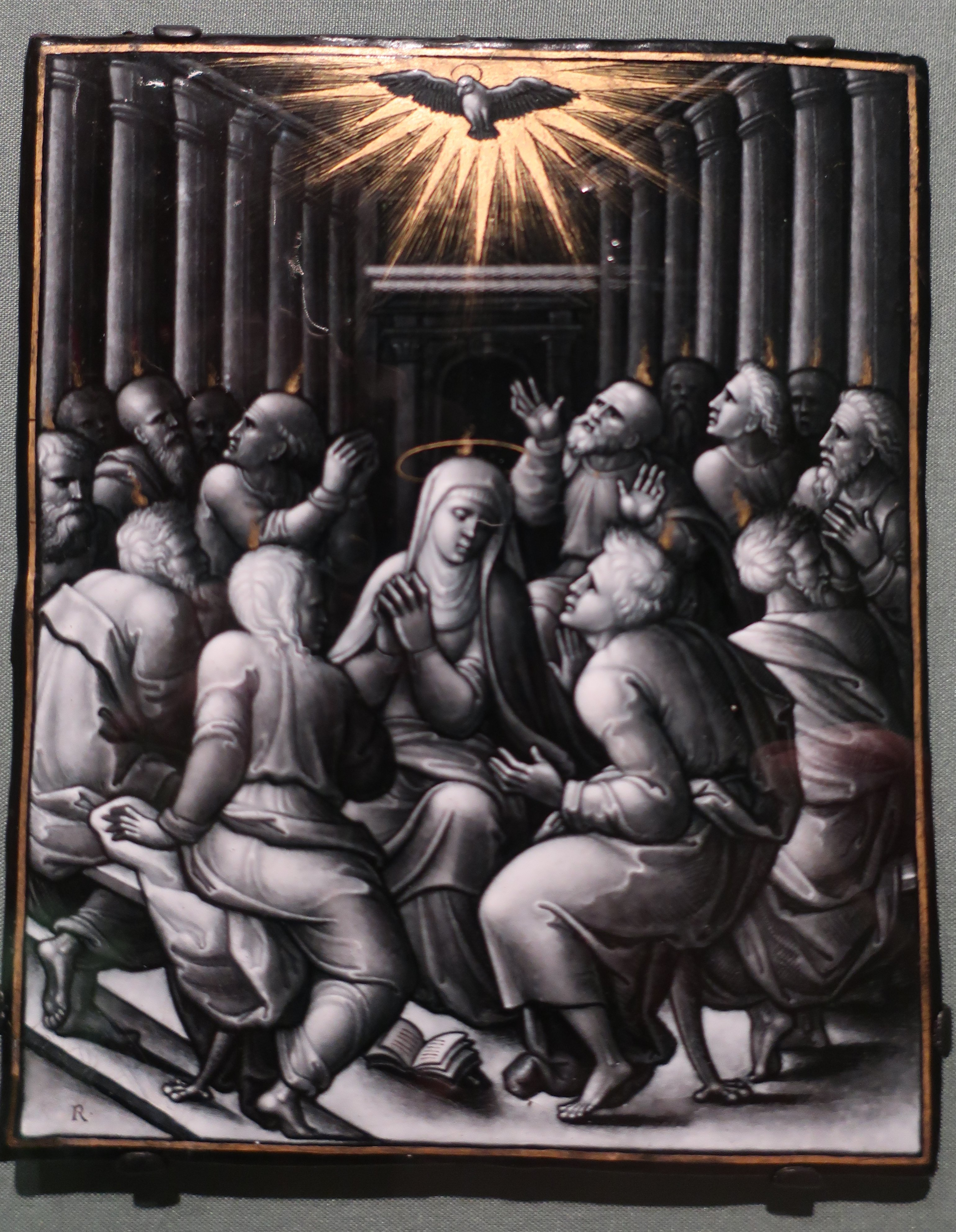
Pierre Reymond, La Pentecôte (vers 1522)
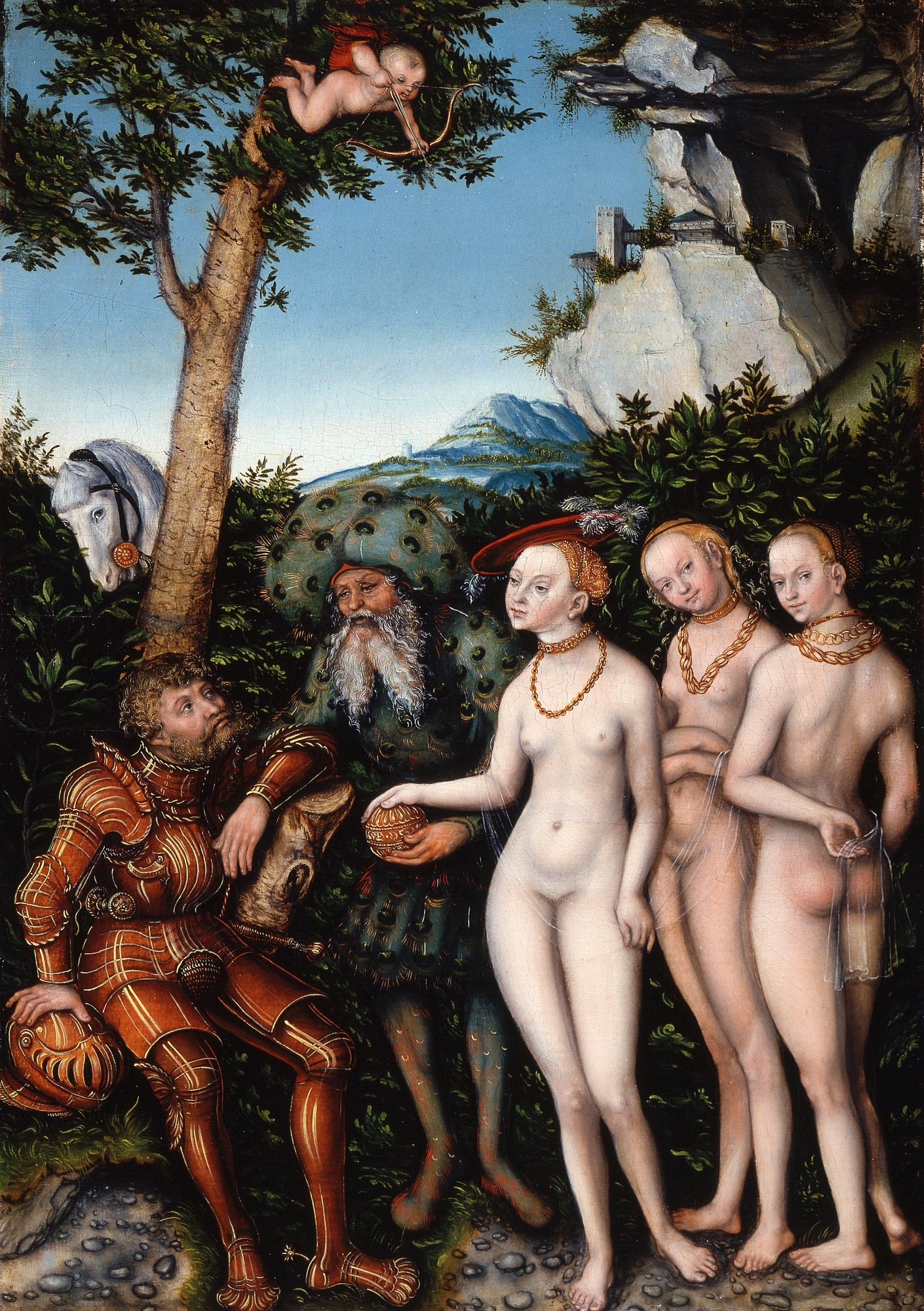
Lucas Cranach el vell, El jutgement de Pâris (1530)
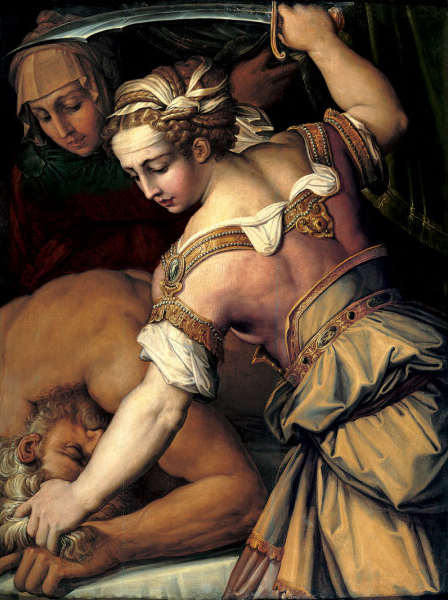
Giorgio Vasari, Judith i Holofernes (vers 1554)
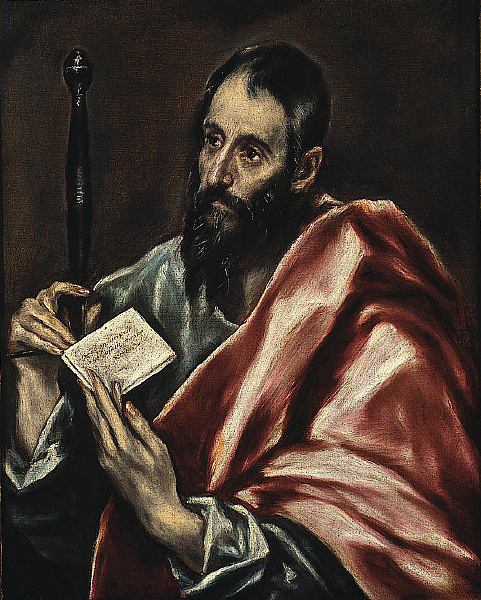
El Greco, Sant Pau (1598-1600)
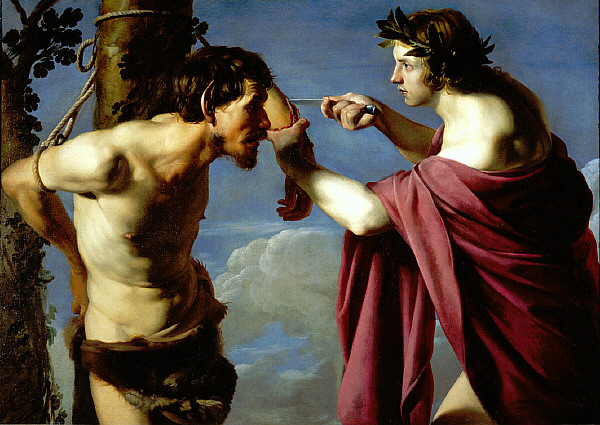
Bartolomeo Manfredi, Apollon et Marsyas (1616-20)
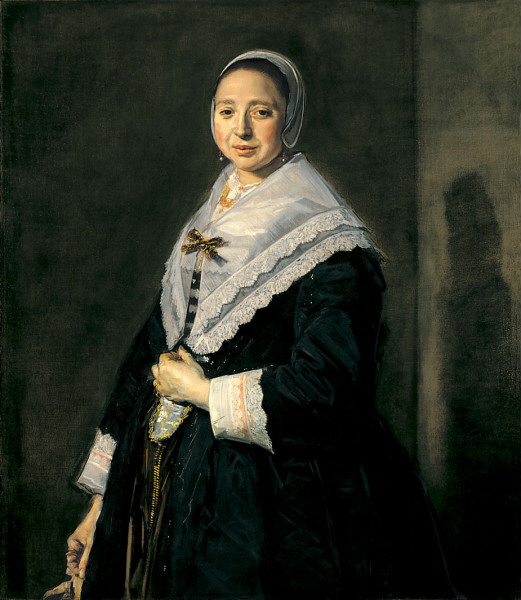
Frans Hals, Retrat de dona (vers 1650)
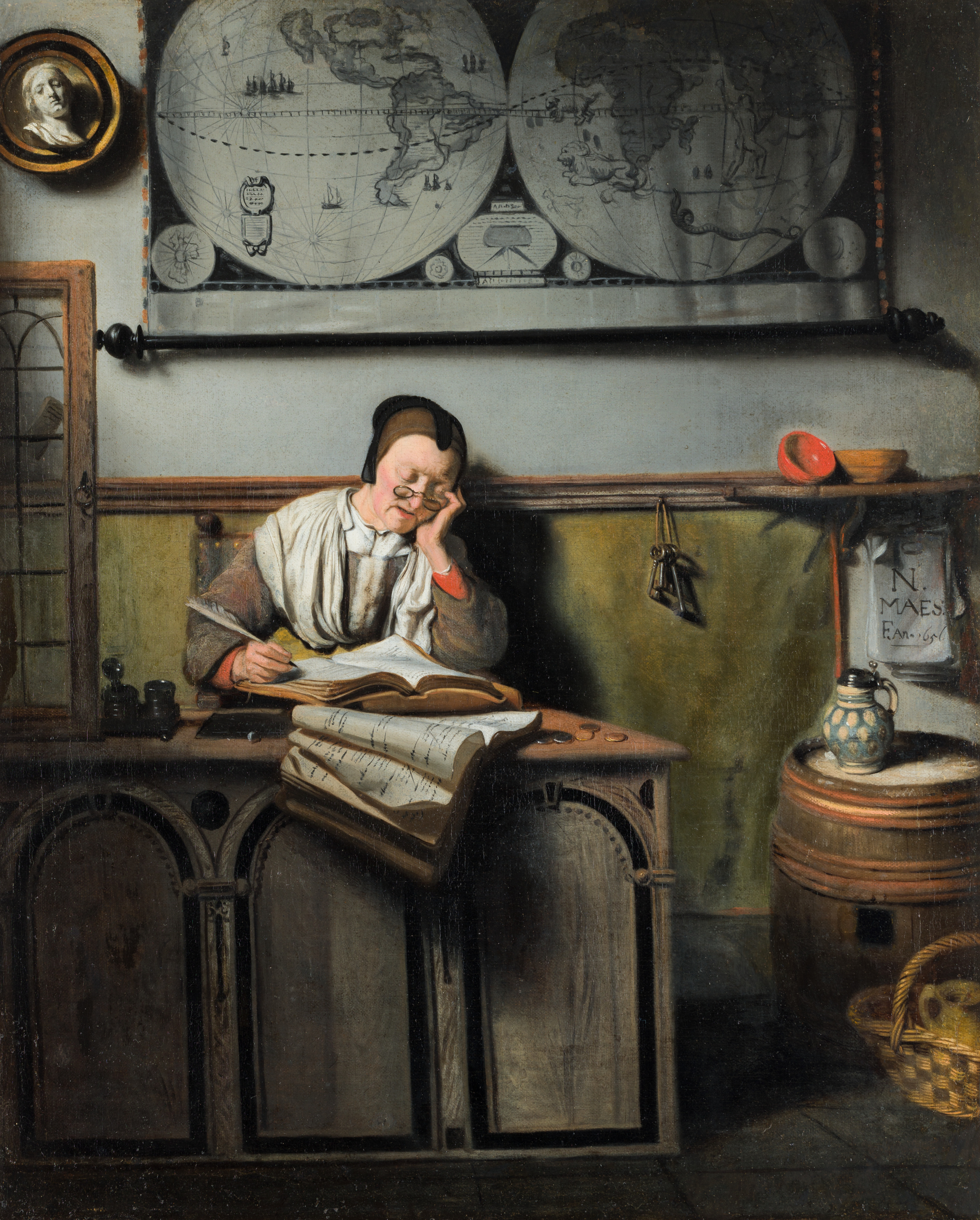
Nicolaes Maes, El Comptable (1656)
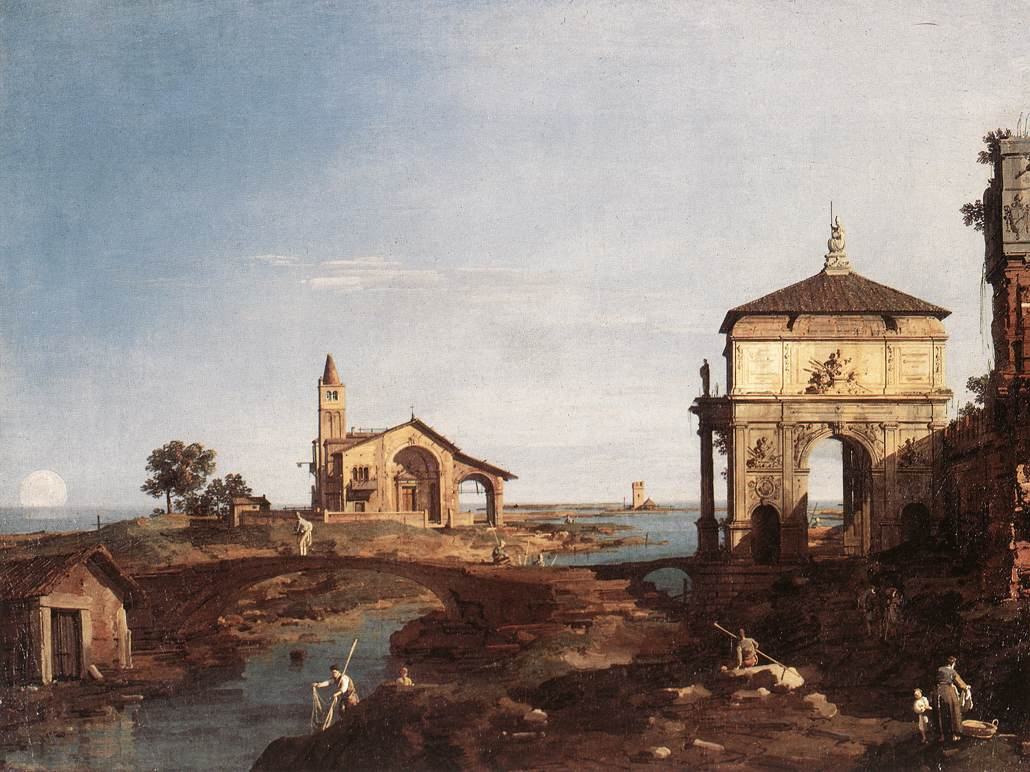
Canaletto, Caprici amb motius venecians (1740-45)
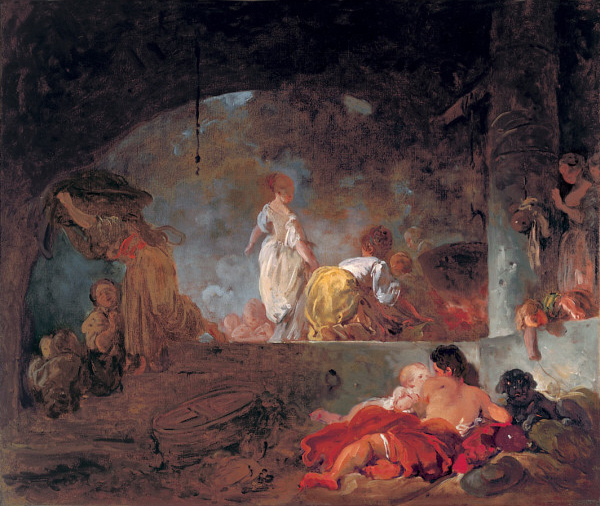
Jean-Honoré Fragonard, Les Blanchisseuses (vers 1756-61)
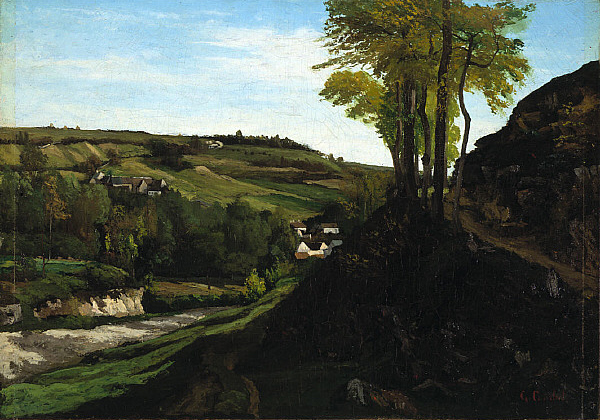
Gustave Courbet, La Vallée d'Ornans (1858)
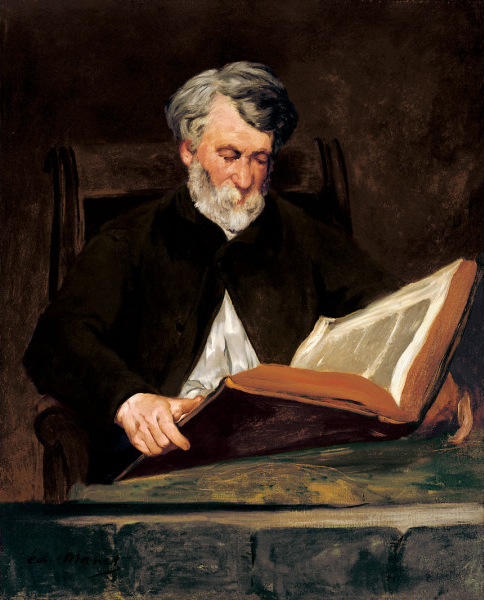
Édouard Manet, Le Lecteur (1861)
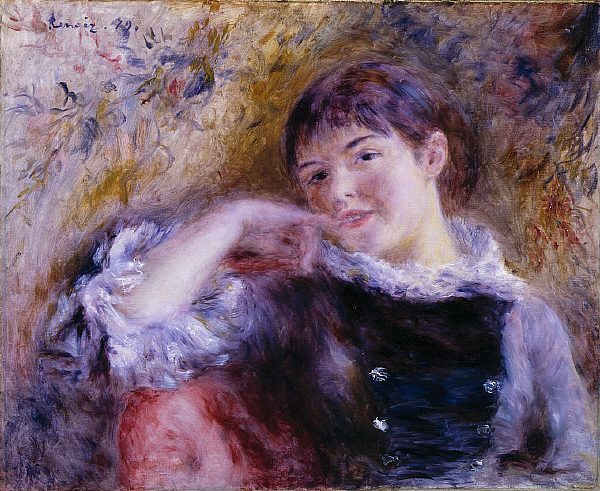
Pierre-Auguste Renoir, La Rêveuse (1879)
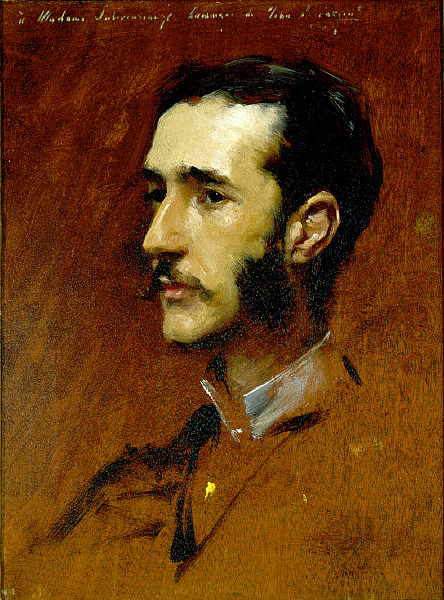
John Singer Sargent, Retrat de Ramon Subercaseaux (vers 1880)
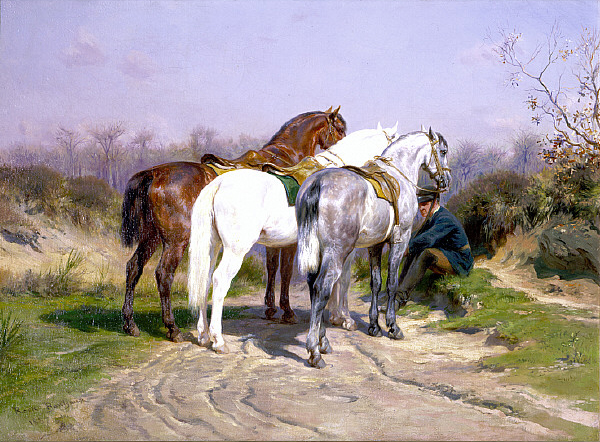
Rosa Bonheur, Relais de chasse (1887)
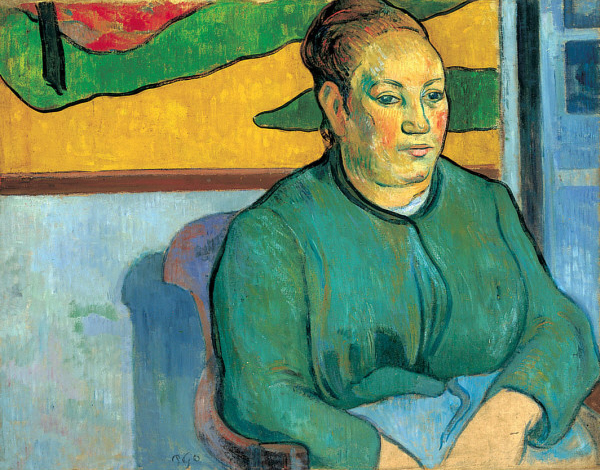
Paul Gauguin, Portrait de Madame Roulin (1888)
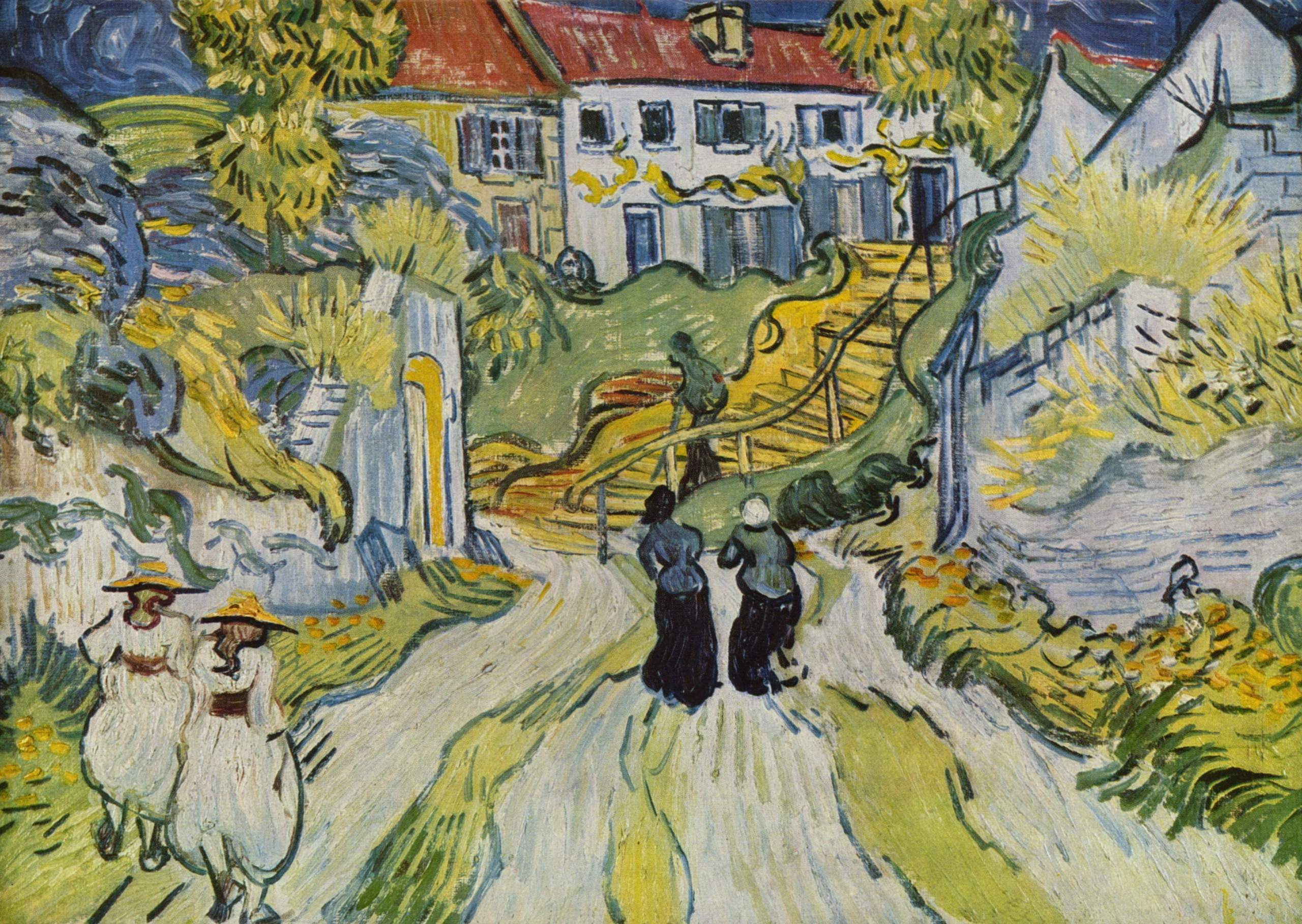
Vincent van Gogh, L'Escalier d'Auvers (1890)
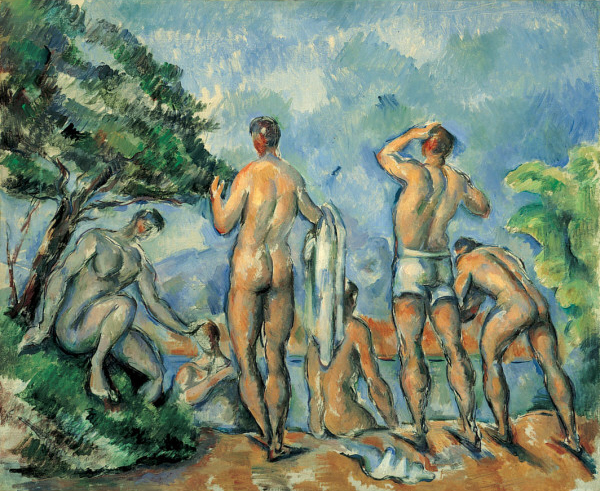
Paul Cézanne, Les Baigneurs (1890-1892)
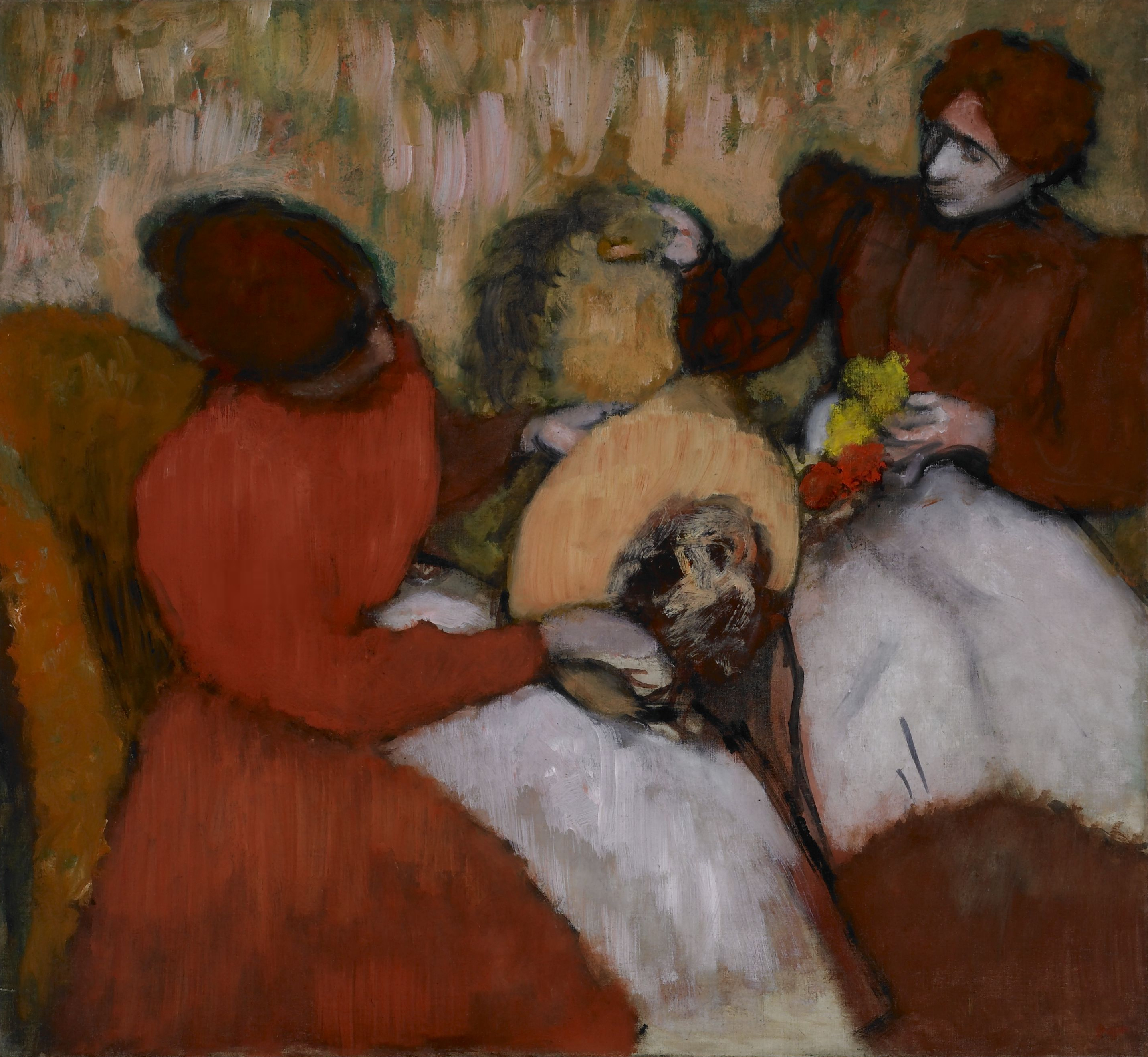
Edgar Degas, Les Modistes (vers 1898)
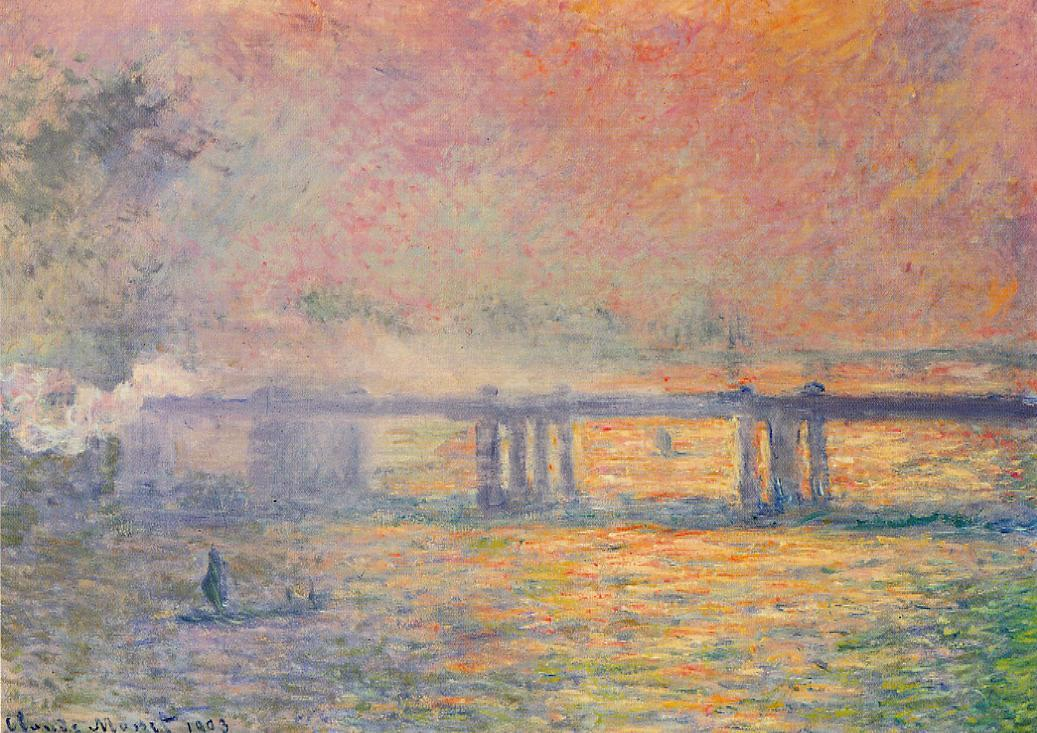
Claude Monet, Le Pont de Charing Cross (1899-1901)
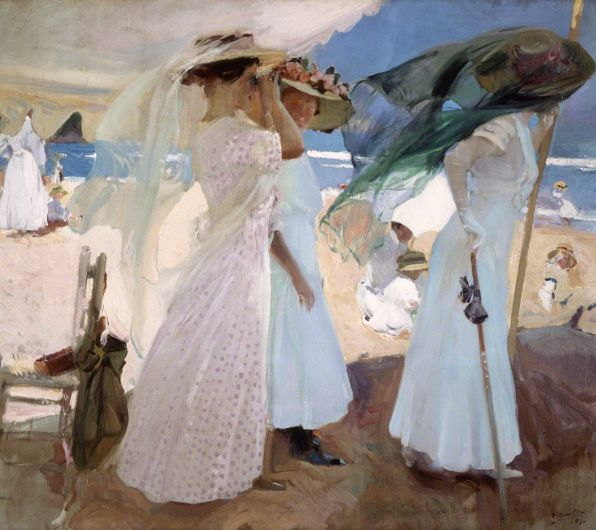
Joaquim Sorolla, Sota el parasol a Zarauz (1910)
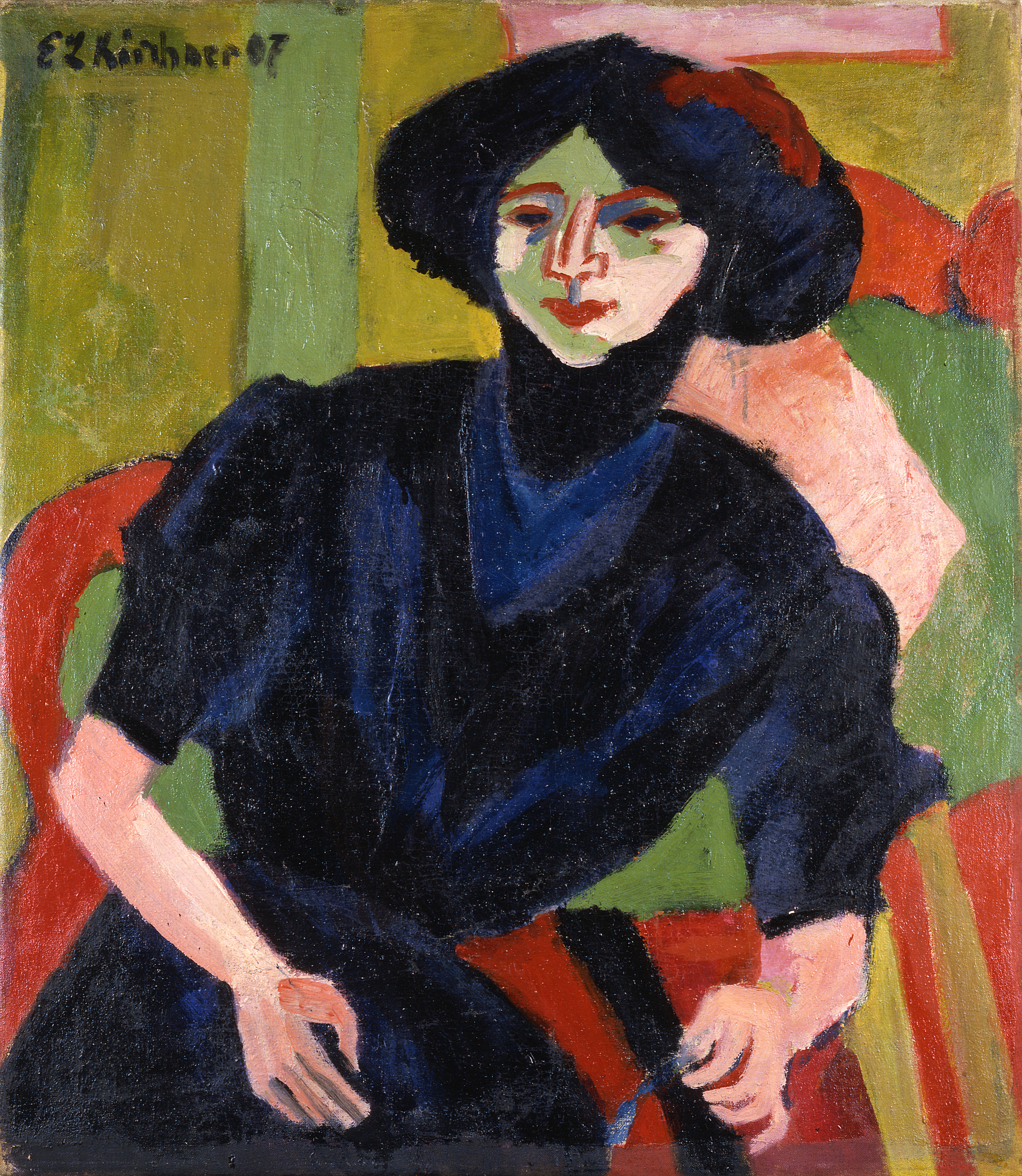
Ernst Ludwig Kirchner, Retrat d'una dona (1911)
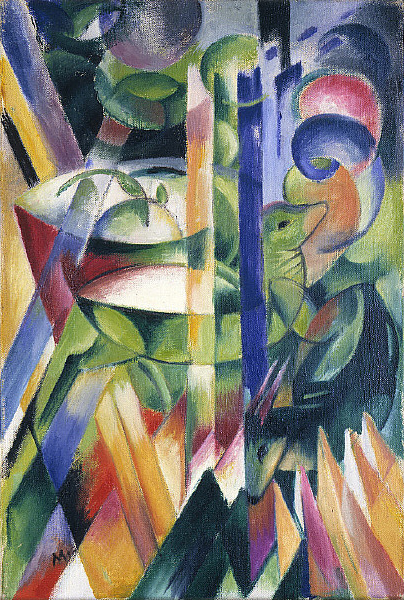
Franz Marc, Les Petites Chèvres de montagne (1913-14)
Amedeo Modigliani, Elvira a taula (1919)
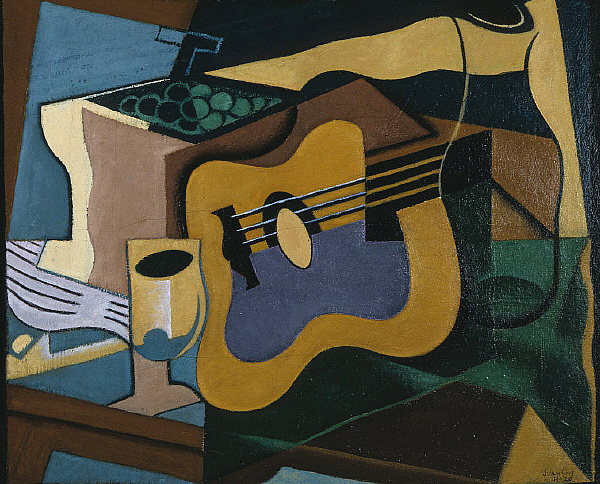
Juan Gris, Natura morta amb guitarra (1920)
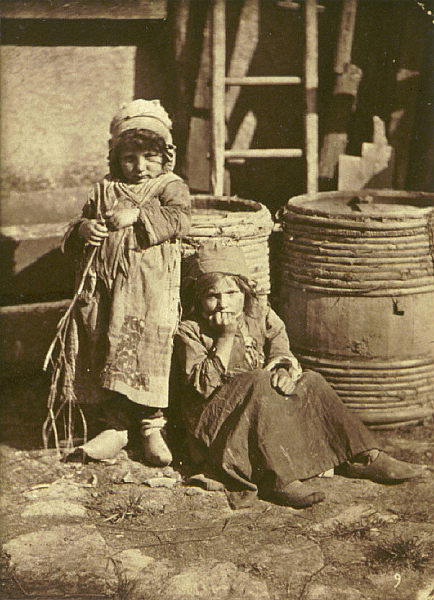
Constant Alexandre Famin, Deux petits paysans (vers 1859)